# Space Cakes
Space Cakes è un EP di Alanis Morissette, pubblicato solo in Giappone nel 1995. Comprende alcune registrazioni acustiche dei brani presenti nel precedente album Jagged Little Pill.

## Tracce
1. Head Over Feet
2. Right Through You
3. Forgiven
4. Perfect
5. Not the Doctor
6. You Learn